# Hysteroneura setariae
Hysteroneura setariae är en insektsart som först beskrevs av Thomas 1878.  Hysteroneura setariae ingår i släktet Hysteroneura och familjen långrörsbladlöss. Inga underarter finns listade i Catalogue of Life.